# Cúllar-Vega
Cúllar-Vega är en ort i Spanien. Den ligger i provinsen Provincia de Granada och regionen Andalusien, i den södra delen av landet, 400 km söder om huvudstaden Madrid. Cúllar-Vega ligger 643 meter över havet och antalet invånare är 5 487.
Terrängen runt Cúllar-Vega är varierad. Runt Cúllar-Vega är det mycket tätbefolkat, med 1 056 invånare per kvadratkilometer. Närmaste större samhälle är Granada, 6,8 km nordost om Cúllar-Vega. Trakten runt Cúllar-Vega består till största delen av jordbruksmark.